# 麥道朗
麥道朗（英語：James McDonald；1992年1月6日—），人稱「M記」，是紐西蘭騎師。

## 簡歷
麥道朗是紐西蘭籍騎師，於2007年在紐西蘭展開了從騎生涯，分別於2008/2009及2010/2011年度馬季榮膺紐西蘭冠軍騎師殊榮。2009年，麥道朗憑策騎「Jungle Rocket」攻下紐西蘭橡樹大賽，贏得從騎以來首項大賽。麥道朗其後轉戰澳洲悉尼，他先後於2013/2014、2015/2016、2018/2019、2019/20 、2020/21及2021/22年度馬季六度榮膺悉尼冠軍騎師殊榮。他從騎多年來，在世界各地，包括：澳洲、紐西蘭、英國、香港等地均贏得一級賽。
2015年12月5日，麥道朗透過第三者以1000澳元在賭博公司投注其策騎的馬匹「背後發功」獨贏，最終座騎在比賽中勝出，令他取得4000澳元利潤。事件其後被廣泛公佈後，新南威爾斯賽馬會在2016年11月開始作出調查，指控他遺反澳洲賽事條例第83條d，可罰2年停牌，但因為其認罪，最初被減至吊銷18個月牌照，由2016年11月生效，直到2018年5月為止。
麥道朗與澳洲短途佳駟「綠化帶」合作無間，先後於2019年勝出一級賽星河大賽、摩亞錦標及維多利亞賽馬會錦標，其後於2020年及2021年連續兩年攻下一級賽史密夫錦標，更於2021年10月16日夥拍此駒出戰全球最高獎金短途賽事的珠穆朗瑪峰錦標，結果座騎在他胯下擊敗貝湯美的座騎「隱秘俠士」，首度勝出此項獎金達1500萬澳元的錦標。
2021年5月，麥道朗晉身紐西蘭賽馬名人堂，成為歷來最年輕的入選者。
2021年11月2日，麥道朗憑策騎華禮納訓練的名駒「雍容爾雅」，擊敗賽前奪標大熱門、由柏寶策騎的「鼓動」，攻下一級賽墨爾本盃，是他策騎生涯首度揚威這項大賽。
2022年，麥道朗合共勝出九場全球100大國際一級賽，包括：閃電錦標、諾頓錦標、玫瑰崗堅尼、史密夫錦標、全齡錦標、雲絲仙子錦標、佐治文斯錦標、考菲爾德錦標及覺士盾，結果他累積112分，以58分之大幅度分差拋離次席的莫雅，首度榮膺全球最佳騎師獎。
2024年，麥道朗於九場100大國際一級賽中勝出，包括：香港盃，董事盃，香港金盃，女皇盃，蘭威錦標，安田紀念，覺士盾，維多利亞賽馬會冠軍短途錦標，維多利亞賽馬會冠軍錦標 累積獲得150分，以10分之差力壓莫雅再度贏得全球最佳騎師獎。
2024年10月26日，麥道朗策騎「精緻之道」攻下覺士盾，奪得個人第100場一級賽勝利。

## 在港主要策騎事跡
2011年12月7日，麥道朗首次代表紐西蘭於國際騎師錦標賽上陣，當晚他先在首關策騎約翰摩亞馬房的「勝利駿駒」取得一席第二，其後在次關賽事憑策騎約翰摩亞馬房的「新力多」勝出， 一度在積分上領先，但他於最後兩關賽事未能取得任何分數，結果他全晚累積1冠及1亞，以12分之差不敵戴圖理，屈居亞軍。
2012年5月6日，麥道朗於沙田馬場憑策騎約翰摩亞馬房的「軍事攻略」攻下冠軍一哩賽，個人首度在港勝出一級賽。
麥道朗其後分別於2012年、2014年、2015年、2019年及2021年再度來港參與國際騎師錦標賽，當中他在2014年12月10日的國際騎師錦標賽首關賽事中，先憑策騎何良馬房的「萬眾期待」勝出， 並於尾關賽事策騎蘇偉賢馬房的「天長地久」取得一席第二， 最終他全晚累積1冠及1亞，取得一席季軍。
2021年12月8日，麥道朗於國際騎師錦標賽第三關賽事憑策騎方嘉柏馬房的「聰明導彈」勝出，全晚累積12分，再度在此項騎師錦標賽中取得季軍。
2022年11月20日，麥道朗來港客串一天，並代替因病缺陣的田泰安策騎沈集成馬房的星級戰駒「浪漫勇士」出戰二級賽馬會盃，最終座騎在他胯下輕鬆勝出，繼2012年5月6日在港勝出一級賽後，相隔十多年後再次在港揚威級制賽。
2022年12月11日，麥道朗再度夥拍「浪漫勇士」上陣出戰國際賽日賽事香港盃，座騎在他胯下以無敵姿態大勝對手超過四個馬位而回，替香港重奪失落3年的香港盃。

### 2023/2024年度馬季
2023年11月14日，牌照委員會通過書面決議，決定向麥道朗發給訪港騎師牌照，有效期由2023年11月23日至2024年1月1日，首尾兩天包括在內。
2023年11月26日，麥道朗於沙田馬場憑策騎「氣勢」及「中華盛景」勝出，在港首度起孖。
2024年1月1日，麥道朗於沙田馬場大發神威，先後憑策騎「常拼常勇」、「朗朗乾坤」及「氣勢」勝出，同時策騎「帥炸」、「時時稱心」及「美麗同享」取得第三名，全日取得48分，以2分之差擊敗潘頓，首度在港封騎師王。

### 2024/2025年度馬季
2024年10月21日，牌照委員會通過書面決議，決定向麥道朗發給訪港騎師牌照，有效期由2024年11月17日至12月22日，首尾兩天包括在內。
2024年12月8日，麥道朗再度夥拍香港馬王「浪漫勇士」出戰一級賽浪琴香港盃（2000米），以出色姿態再度贏得此賽。同日亦策騎由姚本輝訓練的「遨遊氣泡」以亮麗姿態奪得一級賽浪琴香港一哩錦標（1600米）。
2024年12月15日，麥道朗於沙田馬場第九場賽事策騎「駿步騰飛」期間，被裁定不小心策騎（賽事規例第100(1)條），事緣他在尚未帶離「幸運旅程」下將坐騎向外移出至「輕功猛男」外側，「駿步騰飛」因而與「幸運旅程」互相大力觸碰，並將該駒帶至橫越「歡樂至寶」的跑線，導致「歡樂至寶」跌倒及希威森被拋下。結果他被香港賽馬會競賽董事小組判罰停賽七個香港賽馬日，由12月26日開始停賽，直至1月16日才可恢復策騎出賽。另外，麥道朗被罰款6萬元。

## 在港策騎成績
| 年度        | 冠 | 亞 | 季 | 殿 | 第五 | 出賽次數 | 所贏獎金（港元） | 備註                                                         |
| ----------- | -- | -- | -- | -- | ---- | -------- | ---------------- | ------------------------------------------------------------ |
| 2024 - 2025 | 26 | 18 | 10 | 5  | 9    | 121      | $ 111,719,155    | 客串策騎 (由2024年11月17日至2024年12月22日， 另加五個賽馬日) |
| 總計        |    |    |    |    |      |          |                  |                                                              |

## 主要勝出賽事
澳洲
- 昆士蘭橡樹大賽（英语：Queensland Oaks） - (1) - 紅衣姑娘 (2011)

- 春季冠軍錦標（英语：Spring Champion Stakes） - (1) - 一錘定音（英语：Dundeel） (2012)

- 星河大賽（英语：The Galaxy (ATC)） - (2) - 黃金神殿 (2012)、綠化帶（英语：Nature Strip (horse)） (2019)

- 澳洲打吡大賽（英语：Australian Derby） - (2) - 一錘定音（英语：Dundeel） (2013)、精華沖天 (2024)

- 蘭域堅尼（英语：Randwick Guineas） - (1) - 一錘定音（英语：Dundeel） (2013)

- 木下錦標（英语：Underwood Stakes） - (1) - 一錘定音（英语：Dundeel） (2013)

- 玫瑰崗堅尼（英语：Rosehill Guineas） - (3) - 一錘定音（英语：Dundeel） (2013)、愛禮物（英语：Anamoe） (2022)、側面進擊（英语：Broadsiding (horse)） (2025)

- 女皇伊利沙伯錦標（英语：Queen Elizabeth Stakes (ATC)） - (2) - 一錘定音（英语：Dundeel） (2014)、精緻之道（英语：Via Sistina） (2025)

- 金拖鞋大賽（英语：Golden Slipper Stakes） - (1) - 無私喜悅 (2014)

- 考菲爾德堅尼（英语：Caulfield Guineas） - (3) - Shooting To Win (2014)、秋陽（英语：The Autumn Sun） (2018)、黃金地帶 (2022)

- 澳洲橡樹大賽（英语：Australian Oaks (ATC)） - (2) - 浪漫昇華 (2014)、雍容爾雅（英语：Verry Elleegant） (2019)

- 肯德百里錦標（英语：Canterbury Stakes） - (1) - 宇宙探索 (2015)

- 大都會錦標（英语：The Metropolitan (ATC)） - (1) - 神來之風 (2015)

- 金玫瑰錦標（英语：Golden Rose Stakes） -  (3) - 氣層上界 (2015)、背後發功 (2016)、側面進擊（英语：Broadsiding (horse)） (2024)

- 鄧格錦標（英语：H E Tancred Stakes） - (2) - 喜特來（英语：Hartnell (horse)） (2015)、亞飛利 (2019)、雍容爾雅（英语：Verry Elleegant） (2020)

- 維多利亞賽馬會冠軍短途錦標（英语：Champions Sprint (VRC)） - (4) - 樂天女孩 (2015)、綠化帶（英语：Nature Strip (horse)） (2019、2021)、花城日暖 (2024)

- 蘭威錦標（英语：Ranvet Stakes） - (4) - 立功者 (2015)、雍容爾雅（英语：Verry Elleegant） (2021)、精緻之道（英语：Via Sistina） (2024、2025)

- 諾頓錦標（英语：Chipping Norton Stakes） - (5) - 立功者 (2015)、雍容爾雅（英语：Verry Elleegant） (2021、2022)、愛禮物（英语：Anamoe） (2023)、精緻之道（英语：Via Sistina） (2025)

- 佐治萊德錦標（英语：George Ryder Stakes） - (2）- 實際影響 (2015)、愛禮物（英语：Anamoe） (2023)

- 葉森讓賽（英语：Epsom Handicap） - (1) - 北風寶地 (2016)

- 環繞錦標（英语：Surround Stakes） - (2) - 姿色里 (2016)、Lady Shenandoah (2025)

- 東寶錦標（英语：Turnbull Stakes） - (1) - 喜特來（英语：Hartnell (horse)）  (2016)

- 帝國玫瑰錦標（英语：Empire Rose Stakes） -  (2) - 木手杖 (2018)、愛天仙 (2024)

- 摩亞錦標（英语：A J Moir Stakes） - (1) -  綠化帶（英语：Nature Strip (horse)） (2019)

- 葡萄園育馬場錦標（英语：Vinery Stud Stakes） - (1) - 雍容爾雅（英语：Verry Elleegant） (2019)

- 航班錦標（英语：Flight Stakes） - (2) - 樂趣星 (2019)、摘光彩 (2022)

- 史密夫錦標（英语：TJ Smith Stakes） - (3) - 綠化帶（英语：Nature Strip (horse)） (2020、2021、2022)

- 雲絲仙子錦標（英语：Winx Stakes） - (2) - 雍容爾雅（英语：Verry Elleegant） (2020)、愛禮物（英语：Anamoe） (2022)

- 墨爾本盃 - (1) - 雍容爾雅（英语：Verry Elleegant） (2021)

- 香檳錦標（英语：Champagne Stakes (ATC)） - (2) - 目不睱給 (2021)、側面進擊（英语：Broadsiding (horse)） (2024)

- 麥堅倫錦標（英语：LKS Mackinnon Stakes） - (3) -  品德高尚（英语：Zaaki） (2021)、愛天仙 (2023)、精緻之道（英语：Via Sistina） (2024)

- 東奔盃（英语：Doomben Cup） - (1) - 品德高尚（英语：Zaaki） (2021)

- 澳洲賽馬會育馬錦標（英语：Sires' Produce Stakes (ATC)） - (1) - 愛禮物（英语：Anamoe） (2021)

- 佐治文斯錦標（英语：George Main Stakes） - (3) - 雍容爾雅（英语：Verry Elleegant） (2021)、愛禮物（英语：Anamoe） (2022)、狂迷女孩 (2023)

- 雅閣圍錦標（英语：Coolmore Stud Stakes） - (3) - 家事國事（英语：Home Affairs (horse)） (2021)、藏心中 (2022)、瑞士聯邦 (2024)

- 昆士蘭打吡（英语：Queensland Derby） - (2) - Kukeracha (2021)、Kovalica (2023)

- 閃電錦標（英语：Black Caviar Lightning） - (1) - 家事國事（英语：Home Affairs (horse)） (2022)

- 全齡錦標（英语：All Aged Stakes） - (1) - 卡西卡人（英语：Cascadian (horse)） (2022)

- 神威錦標（英语：Caulfield Stakes） - (1) - 愛禮物（英语：Anamoe） (2022)

- 一千堅尼（英语：The Thousand Guineas） - (2) - 名酒夫人 (2022)、早麗星 (2023)

- 覺士盾 - (3) - 愛禮物（英语：Anamoe） (2022)、浪漫勇士 (2023)、精緻之道（英语：Via Sistina） (2024)

- 維多利亞打吡（英语：Victoria Derby） - (1) - 精華沖天 (2023)

- 維多利亞橡樹大賽（英语：Kennedy Oaks） - (1) - Zardozi (2023)

- 古摩亞經典大賽（英语：Coolmore Classic） - (2) - 摘光彩 (2024)、Lady Shenandoah (2025)

- 草上女皇錦標（英语：Queen of the Turf Stakes） - (2) - 摘光彩 (2024)、狂迷女孩 (2025)

- 阿堅斯錦標（英语：J. J. Atkins） - (1) - 側面進擊（英语：Broadsiding (horse)） (2024)

- 東奔一萬錦標（英语：Doomben 10,000） - (1) - 花城日暖 (2025)

- 京士福史密夫盃（英语：Kingsford-Smith Cup） - (1) - 早麗星 (2025)

- 吉爾蓋錦標（英语：Gilgai Stakes） - (1) - 黃金神殿 (2011)

- 玫瑰錦標（澳洲）（英语：Doomben Roses） - (2) - 紅衣姑娘 (2011)、鮮紅橡 (2024) * (賽事於2003年至2016年期間為三級賽，其後於2017年由三級賽升格為二級賽)

- 水晶一哩賽（英语：Crystal Mile） - (1) - 幕後功臣 (2012)

- 法雅納錦標（英语：Phar Lap Stakes） - (5) - Colorado Claire (2012)、雍容爾雅（英语：Verry Elleegant） (2019)、樂趣星 (2020)、莫心足 (2021)、摘光彩 (2023)

- 珀斯薛基錦標（英语：Percy Sykes Stakes） - (3) - 唯一風格 (2012)、精巧風尚 (2022)、動心 (2025)

- 滿利谷瓶（英语：Moonee Valley Vase） - (1) - 聰明才智 (2013)

- 妙手錦標（英语：Light Fingers Stakes） - (1) - Bennetta (2013)

- 溫馨擁抱錦標（英语：Sweet Embrace Stakes） - (2) - Romantic Moon (2013)、莫心足 (2020)

- 雌馬經典賽（英语：Moonee Valley Fillies Classic） - (2) - 浪人寶鑽 (2013)、 Mokulua (2021)

- 阿積斯錦標（英语：Ajax Stakes） - (2) - 美斯古城 (2014)、造像 (2020)

- 挑戰錦標（英语：Challenge Stakes (ATC)） - (2) - 豪華府第 (2014)、綠化帶（英语：Nature Strip (horse)） (2020)

- 銀拖鞋錦標（英语：Silver Slipper Stakes） - (2) - 無私喜悅 (2014)、家事國事（英语：Home Affairs (horse)） (2021)

- 解放錦標（英语：Emancipation Stakes） - (1) - 黃花綻放 (2015)

- 昇平經典賽（英语：Zipping Classic） - (1) - 酒吧奇案 (2015)

- 杜樂錦標（英语：Tulloch Stakes） - (3) - 北風寶地 (2015)、Old North (2016)、思想敏捷 (2020)

- 澳洲小玩意錦標（英语：Gimcrack Stakes (ATC)） - (4) - 金嗓子 (2015)、Jorda (2016)、安快兒 (2020)、富隆佳地 (2021)

- 彈力澎湃錦標（英语：Dane Ripper Stakes） - (3) - Hazard (2015)、絕世芳華 (2018、2019)

- 天際錦標（英语：Skyline Stakes） - (3) -  氣層上界 (2015)、麥克風 (2019)、Storm Boy (2024)

- 馬克斯錦標（英语：Theo Marks Stakes） - (2) - 雲絲仙子（英语：Winx_(horse)） (2015)、Arcadia Queen (2019)

- 羅馬領事錦標（英语：Roman Consul Stakes） - (3) - 氣層上界 (2015)、野帝王 (2020)、信念深 (2021)

- 舒拉高錦標（英语：Sheraco Stakes） - (3) - 黃花綻放 (2015)、哈特布安 (2020)、Entriviere (2021)

- 威風錦標（英语：Wakeful Stakes） - (2) - 好氣氛 (2015)、 真善麗 (2022)

- 太陽神錦標（英语：Apollo Stakes） - (2) - Contributer (2015)、愛禮物（英语：Anamoe） (2023)

- 湛士福錦標（英语：Chelmsford Stakes） - (1) - 喜特來（英语：Hartnell (horse)）  (2016)

- 日平線錦標（英语：Sunline Stakes） - (1) - 瑰麗湖 (2016)

- 史丹福錦標（英语：Stan Fox Stakes） - (2) - 迫在眉睫 (2016)、Tarka (2018)

- 山崗錦標（英语：Hill Stakes） - (4) - 喜特來（英语：Hartnell (horse)）  (2016)、雍容爾雅（英语：Verry Elleegant） (2019)、科靈港 (2020)、卡西卡人（英语：Cascadian (horse)） (2022)

- 金玫瑰預賽（英语：The Run To The Rose） - (2) - 背後發功 (2016)、愛禮物（英语：Anamoe） (2021)

- 電車路錦標（英语：Tramway Stakes） - (3) - 北風寶地 (2016)、品德高尚（英语：Zaaki） (2021、2022)

- 鮑華錦標（英语：Herbert Power Stakes） - (1) - 猶加敦 (2018)

- 導彈錦標（英语：Missile Stakes） - (1) - 比樂達 (2018)

- 昆士蘭堅尼（英语：Queensland Guineas） - (1) - 科靈港 (2019)

- 威司令錦標（英语：Reisling Stakes） - (2) - 滕利 (2019)、動心 (2025)

- 山倫讓賽（英语：Shannon Stakes） - (1) - 海狼壯士 (2019)

- 香檳經典錦標（英语：Champagne Classic (BRC)） -  (1) - Dubious (2019)

- 茶玫瑰錦標（英语：Tea Rose Stakes） - (2) - 樂趣星 (2019)、摘光彩 (2022)

- 福斯錦標（英语：Millie Fox Stakes） - (1) - 白葡萄 (2020)

- 鷹園盃（英语：P.J. O'Shea Stakes） - (1) - 品德高尚（英语：Zaaki） (2021)

- 賀連特錦標（英语：A D Hollindale Stakes） - (3) - 品德高尚（英语：Zaaki） (2021、2022、2023)

- 皇治錦標三歲馬短途賽（英语：Arrowfield 3YO Sprint） -  (2) - 野帝王 (2021)、後艙逍遙 (2023)

- 布里斯班盃（英语：Brisbane Cup） - (1) -  Irish Sequel (2022)

- 索士錦標（英语：The Shorts (ATC)） - (1) - 綠化帶（英语：Nature Strip (horse)） (2022)

- 史利士錦標（英语：Schillaci Stakes） - (1) - 信念深 (2022)

- 滿利谷金盃（英语：Moonee Valley Gold Cup） - (1) - 振興威派 (2022)

- 林里斯高錦標（英语：Linlithgow Stakes） - (1) - Old Flame (2022)

- 女族長錦標（英语：Matriarch Stakes (VRC)） - (1) - 愛天仙 (2022)

- 藍寶石錦標（英语：Sapphire Stakes (ATC)） - (2) - 美孫女 (2022)、蹄步活潑 (2023)

- 都文錦標（英语：Todman Stakes） - (1) -  Cylinder (2023)

- 奧利之星讓賽（英语：Aurie's Star Handicap） - (1) - 黃金神殿 (2011)

- 羅克斯錦標（英语：Adrian Knox Stakes） - (2) - Full Of Spirit (2012)、花都教主 (2020)

- 高明錦標（英语：Gloaming Stakes） - (2) - 一錘定音（英语：Dundeel） (2012)、 Head Of State (2021)

- 春季錦標 - (1) - 聰明才智 (2013)

- 節日錦標（英语：Festival Stakes (ATC)） - (1) - White Sage (2013)

- 加雲盾（英语：Craven Plate） - (4) - 羅馬教皇 (2013)、得意洋洋 (2015)、有點兒 (2016)、卡西卡人（英语：Cascadian (horse)） (2022)

- 香港賽馬會錦標（英语：Maybe Mahal Stakes） - (1) - 馬行樂 (2014)

- 沙丘園錦標（英语：Sandown Stakes） - (1) - 龐力車 (2014)

- 薛迪第夫錦標（英语：Zeditave Stakes） - (1) - 新力風 (2014)

- 紐卡素新市場讓賽（英语：Newcastle Newmarket Handicap） - (1) - Mecir (2014)

- 聖杜文高錦標（英语：San Domenico Stakes） - (2) - Nostradamus (2014)、Anders (2020)

- 高智盃（英语：Coongy Cup） - (2) - Contributer (2014)、至佳表現 (2018)

- 鶴斯百里堅尼（英语：Hawkesbury Guineas） - (2) - 尚多湖（英语：Chautauqua_(horse)） (2014)、Military Zone (2019)

- 卡賓會錦標（英语：Carbine Club Stakes (ATC)） - (3) - 浪人寶鑽 (2014)、叮噹鈴聲 (2019)、直線力山 (2022)

- 鶴斯百里金盃（英语：Hawkesbury Gold Cup） - (2) - 力霸先 (2014)、新授權 (2023)

- 智朗盃（英语：Geelong Cup） - (1) - 愛滿駒 (2015)

- 利物浦城盃（英语：Liverpool City Cup）  - (1) - 有點兒 (2015)

- 滿家錦標（英语：Moonga Stakes） - (1) - 治國良玉 (2015)

- 幼稚園錦標（英语：Kindergarten Stakes） - (2) - Furnaces (2015)、背後發功 (2016)

- 紅船錨錦標（英语：Telstra Phonewords Stakes） - (3) - 大喊大叫 (2015)、Archives (2016)、Generation (2021)

- 上進錦標（英语：Up and Coming Stakes） -  (4) - 碎紛紛 (2015)、偵探本色 (2019)、North Pacific (2020)、馬來虎 (2021)

- 艷海棠錦標（英语：Begonia Belle Stakes） - (2) - 拼博起飛 (2015)、無瑕駿 (2021)

- 星國錦標（英语：Star Kingdom Stakes） - (2) - 日常生活 (2015)、狐狸大爺 (2021)

- 天高錦標（英语：Sky High Stakes） - (3) -  喜特來（英语：Hartnell (horse)）  (2015)、 Protagonist (2023)、 力先生 (2024)

- 布里斯班總理盃（英语：Premier's Cup (BRC)） - (2) -  Faust (2015)、Kukeracha (2023)

- 史提芬讓賽（英语：Colin Stephen Quality Handicap） - (1) - Allergic (2016)

- 諾活錦標（英语：Northwood Plume Stakes） - (1) - 聳動 (2016)

- 嘉諾百利錦標（英语：Canonbury Stakes） - (2) - 拼貼小磚 (2016)、馬拿侖 (2019)

- 貝費迪經典賽（英语：Fred Best Classic） - (2) - Counterattack (2016)、Military Zone (2019)

- 唐加士打預賽（英语：Doncaster Prelude）  - (3) - 古巴冰釀 (2016)、海狼壯士 (2019)、反覆思量 (2020)

- 柏高錦標（英语：Pago Pago Stakes） - (3) - 蘇轍鎮 (2016)、星間力量 (2019)、Shinzo (2023)

- 薛活德錦標（英语：Neville Sellwood Stakes） - (3) - 有點兒 (2016)、晚間守望 (2020)、抱負一致 (2021)

- 神奇之夜錦標（英语：Magic Night Stakes） - (3) - 金嗓子 (2016)、Thermosphere (2020)、Arcaded (2021)

- 伊邦娜錦標（英语：Epona Stakes） - (2) - 維嘉麗	(2016)、Polly Grey (2021)

- 熱望錦標（英语：Angst Stakes） - (1) - I am Serious (2018)

- 甘柏拉經典賽（英语：Kembla Grange Classic） - (1) - 聖誕樹 (2019)

- 育馬者碟（英语：Breeders' Plate） -  (3) - Global Quest (2019)、勢奇奧 (2020)、Empire Of Japan (2022)

- 柏加碟（英语：Frank Packer Plate）  - (1) - Kinane (2020)

- 和諧錦標（英语：Concorde Stakes (Australia)） - (1) - 綠化帶（英语：Nature Strip (horse)） (2021)

- 貝堯錦標（英语：P J Bell Stakes） - (1) - 牽紅線 (2021)

- 利威信錦標（英语：The Nivison） - (1) - 無瑕駿 (2021)

- 維省卡賓會錦標（英语：Carbine Club Stakes (VRC)） - (2) - 狂迷女孩 (2021)、陽光小姐 (2024)

- 黑澳寶錦標（英语：Black Opal Stakes） - (1) - Kalashnikov (2021)

- 明朝錦標（英语：Ming Dynasty Quality Handicap） -  (1) - Coastwatch (2021)

- 市長盃（英语：Lord Mayor's Cup (BRC)） -  (2) - 子彈充沛 (2021)、Bigboyroy (2022)

- 凌志錦標（英语：Lexus Stakes） - (2) - 豪宅 (2021)、必紅 (2022)

- 跟先經典錦標（英语：Gunsynd Classic） -  (2) - Ayrton (2021)、Rediener (2023)

- 翠士奇錦標（英语：Triscay Stakes） - (1) - Snapdancer (2022)

- 卡爾錦標（英语：James H B Carr Stakes） - (1) - Espiona (2022)

- 紐卡素金盃（英语：Newcastle Gold Cup） - (1) -  鹿之園 (2022)

- 愛斯基摩王子錦標（英语：Eskimo Prince Stakes） - (1) - Aft Cabin (2023)

- 生日卡錦標（英语：Birthday Card Stakes） - (1) - 蹄步活潑 (2023)

- 日本中央競馬會碟（英语：Japan Racing Association Plate） - (1) - Diamil (2023)

- 粗魯碟（英语：Rough Habit Plate） - (1) - 多情唱遊 (2024)

- 藍寶石錦標（英语：Blue Sapphire Stakes） - (1) - Pisces (2024)

- 南十字錦標（英语：Southern Cross Stakes） - (1) - 湖中仙子 (2024)

- 鳳山讓賽 - (1) - 迪美小姐 (2012) [16]

- 哥士福堅尼 - (3) - 百寶龍 (2012)、Military Zone (2018)、禁愛 (2020) [17]

- 神奇百萬盃  - (1) -  Triple Elegance (2013) [18]

- 殷利殊幼馬錦標  - (2) -  無私喜悅 (2013)、Acrobat (2020) [19]

- 墨爾本盃賽馬日碟 - (1) - 荒漠奇葩 (2014) [20]

- 鋒利錦標 - (1) - 名利奇童 (2014) [21]

- 溫爾金盃  - (3) -  Multilateral (2014)、Wu Gok (2019)、鹿之園 (2022) [22]

- 蘭域城市錦標（英语：Randwick City Stakes） - (2) - 駿傲 (2014)、抱負一致 (2020)

- 愛靈傑錦標 - (1) - 蕙莎妮 (2015) [23]

- 南太平洋經典賽  - (2) - 聯邦制 (2015)、Handfast (2016) [24]

- 澳洲賽馬會盃 - (3) - 心靈感應 (2015)、Exoteric (2018)、Polly Grey (2021)[25]

- 杜詩富錦標 - (2) - 好氣氛 (2015)、至寶 (2019) [26]

- 週末商販錦標 - (1) - Chetwood (2016) [27]

- 白金礦碟  - (2) -  天界銀樹 (2016)、Madeira Sunrise (2023) [28]

- 泰連達錦標  - (1) -  麥克風 (2019) [29]

- 理想錦標 - (2) - 明里衛星 (2019)、Espiona (2021)[30]

- 古蹟錦標  - (1) -  野帝王 (2020) [31]

- 威廉哥達錦標 - (1) -  蘊妮詩 (2022) [32]

- 神奇百萬兩歲馬經典賽（英语：Magic Millions Classic） - (1) - 富隆佳地 (2022)

- 珠穆朗瑪峰錦標 - (1) - 綠化帶（英语：Nature Strip (horse)） (2021)

 紐西蘭
- 紐西蘭育馬者錦標 - (1) - Special Mission (2008) [33]

- 紐西蘭橡樹大賽（英语：New Zealand Oaks） - (1) - Jungle Rocket (2009)

- 挑戰錦標（英语：Tarzino Trophy） - (1) - 安享太平 (2010)

- 奧塔奇毛利錦標（英语：Otaki-Maori Weight for Age） - (1) - 安享太平 (2011)

- 沙鏢經典賽（英语：Zabeel Classic） - (2) - Shez Sinsational (2011)、True Enough (2019)

- 紐西蘭打吡大賽（英语：New Zealand Derby） - (1) - 幕後功臣 (2012)

- 紐西蘭錦標（英语：New Zealand Stakes） - (1) - 紅衣姑娘 (2012)

- 電報讓賽（英语：Telegraph Handicap） - (1) - Guiseppina (2012)

- 奧克蘭盃（英语：Auckland Cup） - (1) - 	Shez Sinsational (2012)

- 戴康比錦標（英语：New Zealand International Stakes） - (1) - Shez Sinsational (2012)

- 威德百里經典賽 - (1) - Special Mission (2008)  [34]

- 奧克蘭堅尼 - (4) - Le Baron (2008)、西國歌劇 (2009)、Knight's Tour (2011)、Dragon Leap (2020)[35]

- 冠軍錦標（英语：Championship Stakes） - (2) - 西國歌劇 (2010)、Hidden Asset (2011)

- 懷卡托堅尼 - (2) - 西國歌劇 (2010)、幕後功臣 (2012)  [36]

- 日蝕大賽 - (2) - 安柏丹娜 (2011)、Play That Song (2020) [37]

- 卓頓爵士雌馬經典賽 - (1) - Zurella (2012) [38]

- 雅旺第堅尼 - (2) - 幕後功臣 (2012)、華貝拿 (2013) [39]

- 湛頓錦標（英语：Trentham Stakes） - (2) - Court Ruler (2009)、Veloce Bella (2011)

- 紐西蘭盃 - (1) - Blood Brotha (2011)

- 三歲馬卡拉卡百萬大賽（英语：Karaka Million） - (1) - 長葉松 (2019)

 英國
- 皇席錦標 - (1) -  綠化帶（英语：Nature Strip (horse)） (2022)

- 太子妃錦標（英语：Princess of Wales's Stakes） - (1) - 巨橙 (2016)

- 里諾斯錦標（英语：Lennox Stakes） - (1) -  荷式結緣 (2016)

- 劍橋公爵錦標（英语：Duke of Cambridge Stakes） - (1) - 鮮紅倡議 (2025)

- 澤西錦標（英语：Jersey Stakes） - (1) - 專家視角 (2018)

- 諾芬伯蘭碟（英语：Northumberland Plate） - (1) - Antiquarium (2016)

- 皇家狩獵盃（英语：Royal Hunt Cup） - (1) - 暗影瞬移 (2022)

- 金門錦標  - (1) - 晉級資格 (2022) [40]

 香港
- 冠軍一哩賽 - (1) - 軍事攻略 (2012)

- 香港盃 - (3) - 浪漫勇士 (2022、2023、2024)

- 女皇銀禧紀念盃 - (1) - 金鑽貴人 (2023)

- 女皇盃 - (2) - 浪漫勇士 (2023、2024)

- 董事盃 - (2) - 遨遊氣泡 (2024、2025)

- 香港金盃 - (2) - 浪漫勇士 (2024)、遨遊氣泡 (2025)

- 香港一哩錦標 - (1) - 遨遊氣泡 (2024)

- 香港冠軍暨遮打盃 - (1) - 遨遊氣泡 (2025)

- 馬會盃 - (2) - 浪漫勇士 (2022、2024)

- 馬會一哩錦標 - (1) - 遨遊氣泡 (2024)

- 其士盃 - (1) - 中華盛景 (2023)

 日本
- 安田紀念 - (1) - 浪漫勇士 (2024)

 阿聯酋
- 傑貝哈特錦標 - (1) - 浪漫勇士 (2025)

- 奧費希迪堡錦標（英语：Al Fahidi Fort (horse race)） - (1) -  猛步 (2025)

- Al Khail錦標 - (1) -  Keffaaf (2025)

## 成就

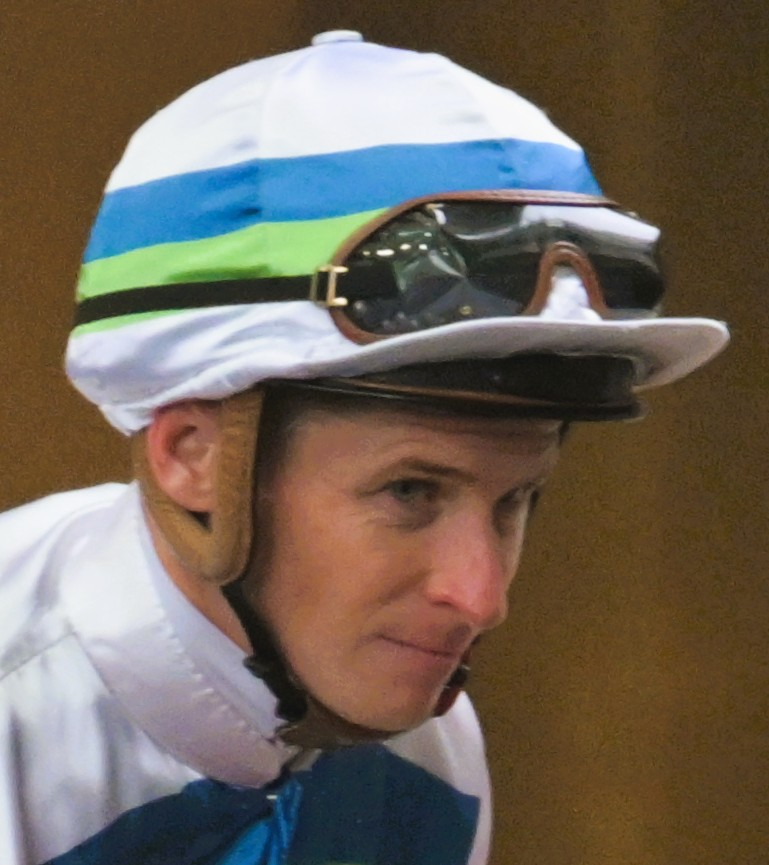
2025年4月27日，麥道朗策騎「遨遊氣泡」角逐冠軍一哩賽2025

- 紐西蘭冠軍騎師 - (2) - (2008/2009、2010/2011年度馬季)
- 悉尼冠軍騎師 - (9) - (2013/2014、2015/2016、2018/2019、2019/2020、2020/2021、2021/2022、2022/2023、2023/2024、2024/2025年度馬季)
- 入選紐西蘭賽馬名人堂（英语：New Zealand Racing Hall of Fame） (2021年)
- 浪琴錶全球最佳騎師獎 - (2) - (2022年、2024年)
- 國際騎師錦標賽(香港) 亞軍 - (3) - (2011年、2021年、2024年)
- 國際騎師錦標賽(香港) 季軍 - (1) - (2014年)
- 國際騎師錦標賽(沙特阿拉伯) 季軍 - (1) - (2025年)

## 在港策騎資料
|                | 日期          | 賽事                            | 場地 | 馬場       | 馬名     | 練馬師   | 名次 | 獨贏賠率 |
| -------------- | ------------- | ------------------------------- | ---- | ---------- | -------- | -------- | ---- | -------- |
| 初出賽         | 2011年12月7日 | 第四班 - 1650米                 | 草地 | 跑馬地馬場 | 勝利駿駒 | 約翰摩亞 | 2    | 4.1      |
| 首勝利         | 2011年12月7日 | 第四班 - 1650米                 | 草地 | 跑馬地馬場 | 新力多   | 約翰摩亞 | 1    | 3.9      |
| 級際賽初出賽   | 2012年5月6日  | 一級賽 - 1600米（冠軍一哩賽）   | 草地 | 沙田馬場   | 軍事攻略 | 約翰摩亞 | 1    | 18       |
| 級際賽首勝利   | 2012年5月6日  | 一級賽 - 1600米（冠軍一哩賽）   | 草地 | 沙田馬場   | 軍事攻略 | 約翰摩亞 | 1    | 18       |
| 一級賽初出賽   | 2012年5月6日  | 一級賽 - 1600米（冠軍一哩賽）   | 草地 | 沙田馬場   | 軍事攻略 | 約翰摩亞 | 1    | 18       |
| 一級賽首勝利   | 2012年5月6日  | 一級賽 - 1600米（冠軍一哩賽）   | 草地 | 沙田馬場   | 軍事攻略 | 約翰摩亞 | 1    | 18       |
| 四歲系列初出賽 | 2014年3月16日 | 一級賽 - 2000米（香港打吡大賽） | 草地 | 沙田馬場   | 好靚仔   | 沈集成   | 4    | 99       |
| 四歲系列首勝利 | —             | —                               | —    | —          | —        | —        | —    | —        |

## 個人生活
麥道朗已婚，其妻子莫莉安（Katie Mallyon）亦曾經是一位騎師，兩人現時育有一名女兒Evie Belle。